# Эрсберг, Елизавета Николаевна
Елизавета Николаевна Эрсберг (18 сентября 1882 — 12 марта 1942, Ленинград) — немецко-русская горничная, служившая при российском императорском дворе, дочь кочегара императора Александра III. Она была нанята императрицей Марией Фёдоровной в качестве горничной в Александровский дворец в 1898 году. Эрсберг использовала свою должность, чтобы получить место при дворе для своей подруги Анны Демидовой, ставшей комнатной девушкой императрицы Александры Фёдоровны.
Эрсберг служила императорской семье и в период Революции 1917 года, оставаясь с ними, когда те находились под домашним арестом в особняке губернатора в Тобольске (Сибирь). Её разлучили с императорской семьёй, когда тех в 1918 году заключили в Ипатьевском доме в Екатеринбурге. Эрсберг же отправили в Тюмень. Позднее она была допрошена комиссией Николая Соколова, которому было поручено расследовать дело расстрела семьи Романовых. Эрсберг с частями Белой армии прибыла в Екатеринбург на поиски останков членов императорской семьи. Наняв лодочника, она безуспешно искала их в болоте и пруду.
После революции Эрсберг покинула Россию и связалась с вдовствующей императрицей, которая выделила ей субсидию. Эрсберг проживала в Швейцарии и Чехословакии, прежде чем вернулась в Россию в 1928 году. Она умерла от голода в 1942 году во время блокады Ленинграда.

## Ранние годы и семья
Елизавета Эрсберг родилась 18 сентября 1882 года, в семье Николая Эрсберга, работавшего кочегаром в Аничковом, Большом Гатчинскм дворца и Зимнем дворцах во время правления российского императора Александра III. У Елизаветы был брат Николай, работавший чиновником Государственной инспекции железнодорожного транспорта. Её отец погиб при крушении императорского поезда у станции Борки в 1889 году. Елизавета училась в Патриотической гимназии.

## Служба при императорском дворе

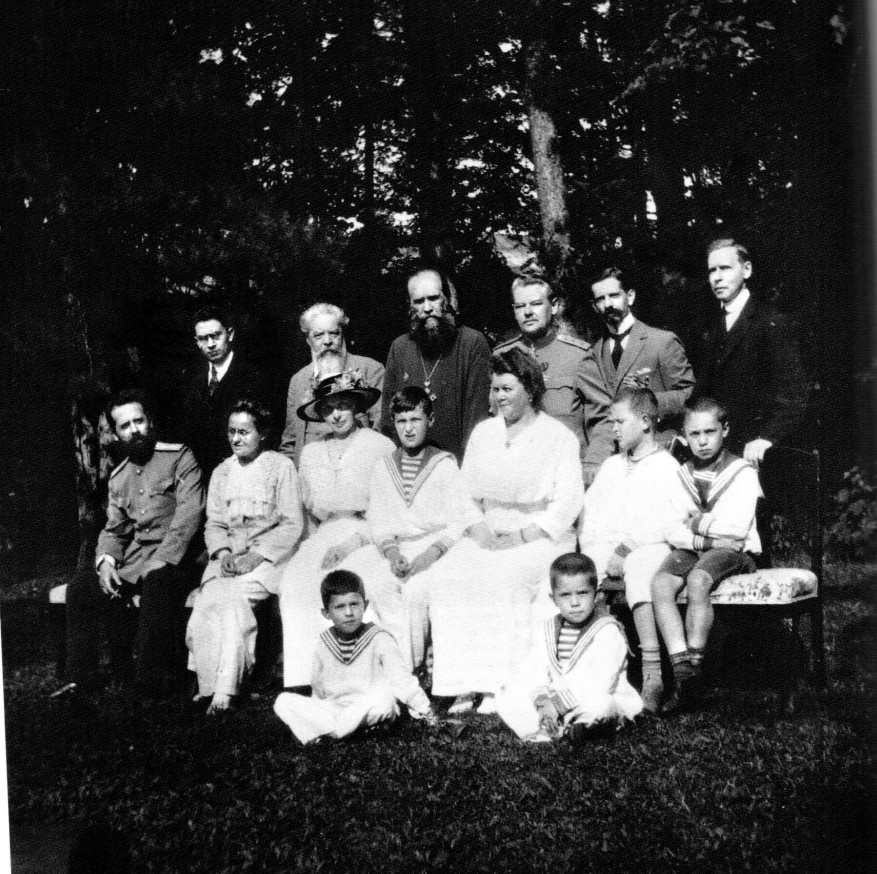
Царское Село в 1916 году. Стоят (слева направо): лакей Журавский, Терентий Чемодуров, Васильев, Петров, Пьер Жильяр, Чарльз Сидней Гиббс. Сидят: Владимир Деревенко, Елизавета Эрсберг, Александра Теглева, цесаревич Алексей, Мария Тутельберг, Коля Деревенко, Алексей Деревенко, Александр Деревенко и Сергей Деревенко

В 1898 году Эрсберг была выбрана императрицей Марией Федоровной в качестве горничной в Александровский дворец. Согласно некоторым данным, Эрсберг приехала из Германии в качестве личной горничной императрицы Александры Фёдоровны. Пока она находилась на службе при дворе, ей запрещали выходить замуж.
Эрсберг проживала в 30-й комнате на втором этаже Александровского дворца в Царском Селе, рядом с комнатой няни Александры Теглевой. Её комната была обставлена полированной мебелью из бука и красного дерева, а на стене висела икона Царскосельской Божией Матери.
Как горничная она отвечала за уборку комнат великих княжон Ольги, Татьяны, Марии, Анастасии и цесаревича Алексея. Эрсберг также составляла их детские гардеробы и обучала великих княжон рукоделию и вязанию. У неё установились близкие отношения с детьми, так она сопровождала их, когда императорская семья отдыхала в Ливадийском дворце в Крыму. Во время Первой мировой войны Эрсберг обучала великих княжон уходу за больными, подготавливая их таким образом к работе добровольцами. Она сама в числе других членов императорского дома помогала в работе госпиталей на протяжении всей войны. Эрсберг сообщала в переписке со своей семьёй, что императорские дети были «скромными и прилежными». Она назвала великую княжну Ольгу «немного избалованной и капризной» и отметила, что она «может немного и полениться». Эрсберг также поведала о том, что великие княжны Татьяна и Анастасия были «всегда заняты» шитьём и вышиванием и помогали ей убираться в своих комнатах. По словам её племянницы Марии Эрсберг, Эрсберг отмечала, что император уделял детям больше внимания, чем его супруга. Члены императорской семьи ласково называли Эрсберг «Лизой».
В 1905 году она поспособствовала получению места при дворе своей хорошей подруге Анне Демидовой. Демидова, которая когда-то была помолвлена с братом Эрсберг Николаем, стала её помощницей, а позднее и сама приставлена гувернанткой к императорским детям.

### Изгнание
Эрсберг сопровождала императорскую семью в ссылке в Тобольск. Она ехала в Западную Сибирь в одном вагоне поезда с графом Ильёй Татищевым, князем Василием Долгоруковым, Пьером Жильяром, Чарльзом Сиднеем Гиббсом, Евгением Боткиным, графиней Анастасией Гендриковой, Екатериной Шнейдер, баронессой Софией фон Буксгевден, Анной Демидовой, Иваном Седнёвым, Климентием Нагорным, М. М. Харитоновым, Александром Волковым. Эрсберг находилась подле великих княжон Татьяны, Ольги, Анастасии и цесаревича Алексея, которые тогда были отделены от императора с императрицей с великой княжной Марией, которые в апреле 1918 года были доставлены в Ипатьевский дом в Екатеринбурге. В это время Анна Демидова написала Теглевой, дав ей указания, как спрятать фамильные драгоценности в нижнем белье великих княжон, чтобы их не нашли при обысках. Эрсберг помогала Теглевой и великим княжнам прятать драгоценности, вшивая их в корсажи, бриллианты и жемчуг они вшивали в пуговицы, которые в свою очередь вшивали в меховые подкладки шляп. Позже Эрсберг отправили в Екатеринбург в вагоне четвёртого класса вместе с Теглевой, Харитоновым, Леонидом Седневым и некоторыми другими императорскими слугами, туда они прибыли в ночь на 12 мая 1918 года. Когда оставшихся членов императорской семьи также перевели в Ипатьевский дом, Эрсберг не позволили присоединиться к ним, оставив её в вагоне поезда на запасном пути вместе с Жильярдом, Теглевой, Гиббсом и баронессой фон Буксгевден. Ночью к вагону поезда прицепили локомотив и увезли их в Тюмень, таким образом они не были расстрелены, в отличие от четырёх других придворных.

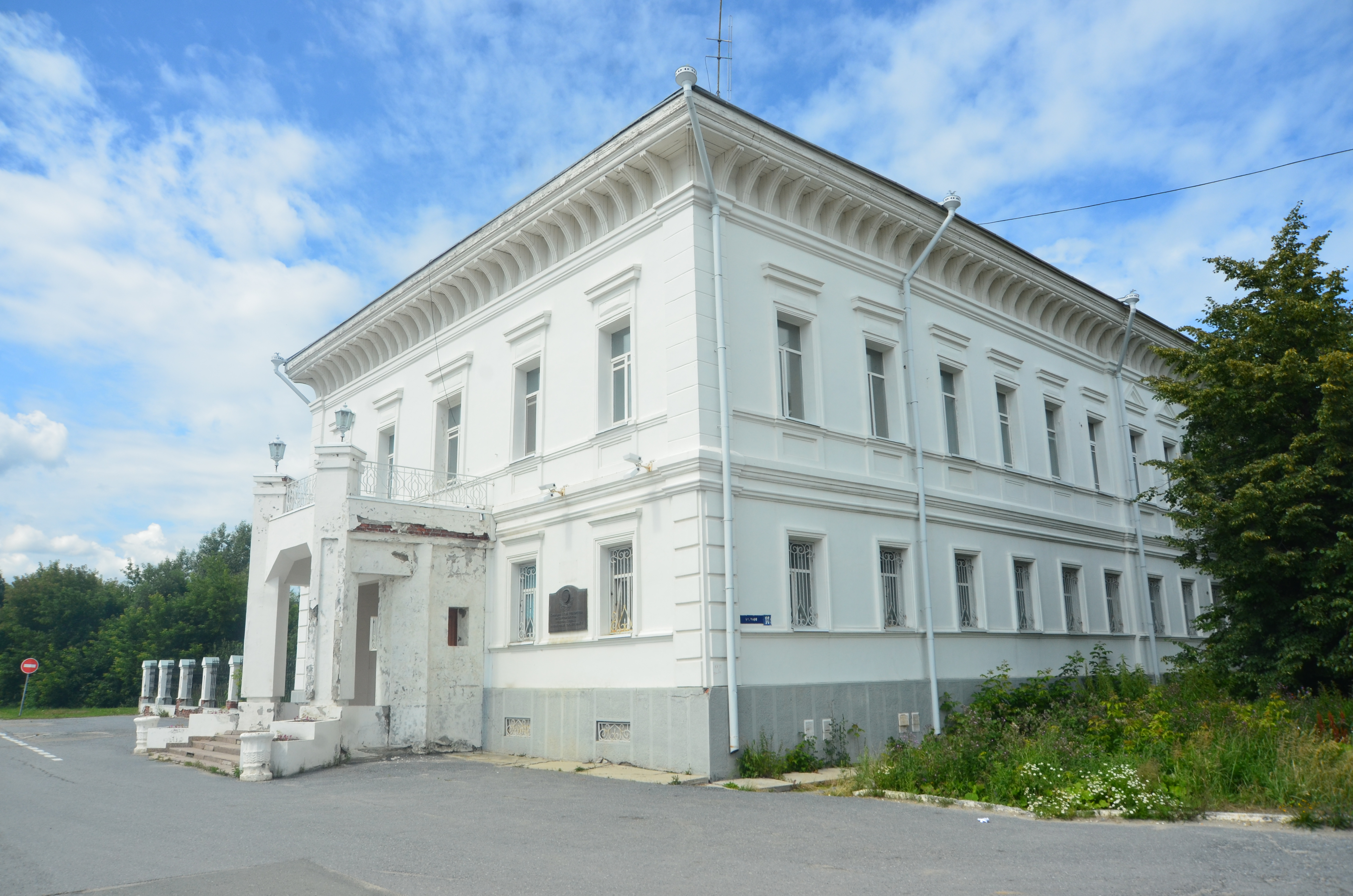
Особняк губернатора в Тобольске, где Эрсберг находилась под домашним арестом вместе с императорской семьёй

Когда войска Александра Колчака захватили Тобольск, Эрсберг была вызвана на допрос Николаем Соколовым для предоставления сведений о местонахождении останков членов императорской семьи. Эрсберг с частями Белой армии прибыла в Екатеринбург на поиски останков членов императорской семьи. Наняв лодочника, она безуспешно искала их в болоте и пруду.

## Жизнь после революции
С помощью Красного Креста Эрсберг сумела разыскать вдовствующую императрицу Марию Фёдоровну, которая выделила ей субсидию. Затем она проживала в Швейцарии и Чехословакии, прежде чем ей в ноябре 1928 года разрешили вернуться в Россию по личной просьбе её брата, адресованной Вячеславу Молотову. При въезде в СССР Эрсберг было дано указание явиться во Всероссийскую чрезвычайную комиссию, где с неё взяли подписку о неразглашении каких-либо сведений о жизни Николая II и его семьи.
Во время Второй мировой войны Эрсберг и её сестёр должны были эвакуировать из Ленинграда, но в жилищном управлении у них отобрали паспорта. Они не могли получать хлебные карточки без действующих паспортов. Эрсберг умерла от голода 12 марта 1942 года во время блокады Ленинграда.